# Danzig (zespół muzyczny)
Danzig – amerykańska grupa heavymetalowa założona w 1987 przez Glenna Danziga.

## Historia

### Era klasyczna (1987–1994)
Pod koniec 1983 Glenn Danzig i Eerie Von rozpoczęli pracę nad projektem który przekształcił się ostatecznie w Samhain (nazwa pochodzi od celtyckiego rytuału). Samhain przetrwał do 1986 roku, do momentu, w którym Glenn spotkał Ricka Rubina z wytwórni Def American. Po koncercie Samhain w 1986 roku w The Ritz na The New Music Seminar w Nowym Jorku Rubin obiecał podpisać z zespołem kontrakt. Wytwórnia dopiero zaczynała się rozwijać (m.in. rok wcześniej podpisała kontrakt ze Slayerem) i poza swobodą artystyczną nie mogła wiele zagwarantować Glennowi. Jednak po wizycie w biurze wytwórni na Broadwayu i rozmowie z Rubinem Glenn postanowił związać się z Def American. Glenn tak wspomina te chwile: "Wytwórnia była wtedy typową dorabiającą się dopiero firmą mieszczącą się na poddaszu. Wszędzie był bajzel, kupa śmieci, sterty płyt i kaset, telefon ciągle dzwonił, a ludzie nie mówili, tylko krzyczeli. Było całkiem nieźle! Wyszliśmy stamtąd i poszliśmy na pizzę. Rozmawialiśmy, Rick powiedział mi wtedy, że widzi w nas prawdziwy band z przyszłością, że jesteśmy nietypowi i poza wszystkimi trendami. Jeśli skupimy się tylko na zespole możemy wiele osiągnąć i będziemy mieć dużo do powiedzenia. Więcej niż inne bandy, Spodobało mi się". Samhain zmienił się, za namową Rubina i w celu uniknięcia kłopotów procesowych, w Danzig a współpraca Def American z Glennem układała się pomyślnie przez kilka lat.
Debiut nie okazał się wielkim sukcesem komercyjnym, na ten trzeba było poczekać do roku 1992, ale płyta pokazała jak olbrzymi potencjał drzemie w zespole. Mocne, dynamiczne a jednocześnie melodyjne i świetnie zaśpiewane utwory łatwo zapadają w pamięć. W 1990 roku Danzig wydał swój drugi album Danzig II: Lucifuge. Płyta mroczna, tajemnicza, mocna i jednocześnie spokojna.
Wreszcie nadszedł przełomowy rok 1992 w sprzedaży ukazuje się trzecie wydawnictwo Danziga - Danzig III: How the Gods Kill. Płyta wędruje z miejsca na 24. pozycję na liście Billboardu i staje się pierwszym sukcesem komercyjnym w karierze zespołu.
W roku 1993 Danzig wydał minialbum Thrall: Demonsweatlive, a w 1994 płytę Danzig 4. Były to ostatnie wspólne nagrania pierwszego składu Danzig. Chuck Biscuits nie doczekał nawet premiery 4. Glenn wyrzucił go z zespołu za ciągłe nadużywanie narkotyków: "Chuck sprawdził się jako perkusista, ale miał pewne problemy, z którymi musiał sobie poradzić. Od samego początku powiedziałem mu - koniec z dragami, to nie jest dla mnie - to było chyba na trasie z Metalliką (1994) kiedy Chuck próbował się zabić. Każdego wieczora przeżywaliśmy koszmar. Chuck zwykł mówić 'okay, zagram koncert, ale noc to czas na nocne sprawy' więc musieliśmy się pożegnać...".

### Era eksperymentalna (1996−1999)
W 1996 roku ukazała się kolejna płyta Danzig - 5 Blackacidevil. Na albumie Glenn zagrał na większości instrumentów. Poza wokalami zagrał także na gitarze, gitarze basowej i instrumentach klawiszowych. Zespół zaprezentował nowe, industrialne brzmienie, zachowując jednocześnie elementy charakterystyczne dla całej twórczości zespołu. Blackacidevil okazała się wielkim zaskoczeniem dla wielu fanów. Glenn tak wspomina piąty album i zamieszanie jakie on wywołał: "Tamta płyta powstała bo musiała powstać. Chciałem nagrać taki album, to wszystko. Gdybym nie czuł takiej potrzeby nie zrobiłbym tego, ale ludzie nie są w stanie tego zrozumieć, ciągle zadają mi pytania 'dlaczego nagrałeś mi taki album', etc... jestem artystą, wyrażam to co czuję w danej chwili, skoro wówczas odczuwałem właśnie w ten sposób, powstał taki właśnie materiał, jestem z niego dumny!"
Tego samego roku, w listopadzie Danzig ponownie wszedł do studia i nagrał 7 utworów na nigdy nie wydaną EP-kę BleedAngel. Od tamtego czasu zespół kilkukrotnie zmieniał skład kapeli, na kolejnej płycie po raz kolejny zmienił brzmienie.
W listopadzie 1999 roku ukazał się 6:66 Satan’s Child - szósty album zespołu i spotkał się on z bardzo zróżnicowanymi reakcjami ze strony fanów i krytyków muzycznych. Zawierał mroczną muzykę z pogranicza heavy i doom metalu akcentowaną tłem elektronicznym, śpiew Glenna także był trochę inny, bardziej szepczący. W krytyce posuwano się do określenia gatunku prezentowanego na albumie jako nu metal, gatunku paradoksalnie odrzucanego przez lidera zespołu. Na tle wcześniejszych i późniejszych dokonań zespołu, płyta ta jest uważana za najsłabszą.

### Powrót do źródeł (2000-)
W 2000 roku skład zespołu ustabilizował się. Nowymi stałymi członkami zostali: gitarzysta Todd Youth oraz basista Howie Pyro, obydwaj to weterani nowojorskiej sceny punkowej. W tym składzie zespół wydał w 2002 roku siódmy album I Luciferi. Muzyka została tym razem całkowicie pozbawiona elektroniki, nacisk położono na klasyczne metalowe instrumentarium i ciężar. Niektóre z utworów przypominały dokonania Danzig z czterech pierwszych płyt, co część fanów uznała za dobry znak i powrót zespołu do formy, chociaż niektórzy byli rozczarowani jakością produkcji albumu.
W 2004 roku, Danzig wydał ósmy album studyjny, Circle of Snakes, który wraz z poprzednim I Luciferi jest uważany za powrót do stylu z początkowego okresu działalności zespołu. Skład zespołu ponownie uległ zmianie, nowym gitarzystą został Tommy Victor z zespołu Prong. Brzmienie znów uległo zmianie, głównie ze względu na dominującą we wszystkich utworach gitarę Victora. Album krytykowano za zbytnie wyeksponowanie gitar, przez co ucierpiało na tym brzmienie perkusji i śpiew Glenna.
W 2007 roku, po latach zapowiedzi, ukazał się podwójny album kompilacyjny The Lost Tracks of Danzig zawierający niepublikowane utwory powstałe podczas sesji nagraniowych wszystkich poprzednich albumów zespołu.

## Muzycy
| Obecny skład zespołu - Glenn Danzig – wokal prowadzący, gitara rytmiczna, instrumenty klawiszowe (od 1987) - Tommy Victor – gitara prowadząca (1996–1997, 2002–2005, od 2008) - Joey Castillo – perkusja (1994-2002, od 2016) - Steve Zing – gitara basowa, wokal wspierający (od 2006) |  | Byli członkowie zespołu - Eerie Von – gitara basowa (1987–1995) - Chuck Biscuits – perkusja (1987–1994) - John Christ – gitara prowadząca, wokal wspierający (1987–1995) - Johnny Kelly – perkusja (2002−2003, 2005-2016) - Josh Lazie – gitara basowa (1996–1997, 1998−2000) - Dave Kushner – gitara prowadząca (1996–1997) - Joseph Bishara – instrumenty klawiszowe (1996) - Rob "Blasko" Nicholson – gitara basowa (1997–1998) - Jeff Chambers – gitara prowadząca (1998−1999) - Todd Youth – gitara prowadząca (1999–2002, 2007–2008) - Howie Pyro – gitara basowa (2000−2003) - Charlee "X" Johnson – perkusja (2002) - Bevan Davies – perkusja (2003–2005) - Joe Fraulob – gitara prowadząca (2003-2006) - Jerry Montano – gitara basowa (2004–2005) - Kenny Hickey – gitara prowadząca (2006–2007) - Karl Rosqvist – perkusja (2007–2008) |

## Dyskografia

### Albumy
| 1988                           | Danzig - Data: 30 sierpnia 1988 - Wydawca: Def American                            | 125 | –  | –  | –  | –  | –  | - RIAA: złoto |
| 1990                           | Danzig II: Lucifuge - Data: 26 czerwca 1990 - Wydawca: Def American                | 74  | –  | –  | –  | –  | –  |               |
| 1992                           | Danzig III: How the Gods Kill - Data: 14 lipca 1992 - Wydawca: Def American        | 24  | 10 | 39 | –  | –  | 29 |               |
| 1993                           | Thrall: Demonsweatlive (EP) - Data: 25 maja 1993 - Wydawca: Def American           | 54  | –  | –  | –  | –  | –  |               |
| 1994                           | Danzig 4 - Data: 4 października 1994 - Wydawca: American Recordings                | 29  | 39 | –  | 36 | –  | –  |               |
| 1996                           | 5 Blackacidevil - Data: 28 października 1996 - Wydawca: Hollywood Records          | 41  | –  | –  | 49 | 23 | –  |               |
| 1999                           | 6:66 Satan’s Child - Data: 2 listopada 1999 - Wydawca: E-Magine Entertainment Inc. | 149 | 54 | –  | 59 | 32 | –  |               |
| 2002                           | I Luciferi - Data: 21 maja 2002 - Wydawca: Spitfire Records                        | 158 | 91 | –  | 33 | –  | –  |               |
| 2004                           | Circle of Snakes - Data: 24 sierpnia 2004 - Wydawca: Evilive Records               | 183 | –  | –  | 18 | –  | –  |               |
| 2010                           | Deth Red Sabaoth - Data: 22 czerwca 2010 - Wydawca: Evilive Records                | 35  | 48 | 75 | 36 | 26 | –  |               |
| 2017                           | Black Laden Crown - Data: 26 maja 2017 - Wydawca: Evilive Records                  | 97  | 35 | 42 | –  | 35 | 97 |               |
| "—" pozycja nie była notowana. |                                                                                    |     |    |    |    |    |    |               |

### Cover albumy
| 2020 |                                                                | Pozycja na liście |    |  |
| 2020 | USA                                                            | DEU               |    |  |
| ---- | -------------------------------------------------------------- | ----------------- | -- |  |
| 2015 | Skeletons - Data: 27 listopada 2015 - Wydawca: Evilive Records | 198               | 84 |  |
| 2020 | Sings Elvis - Data: 24 kwietnia 2020 - Wydawca: Cleopatra      |                   |    |  |

- Kompilacje

| Rok  | Tytuł                                                                     | Pozycja na liście |
| Rok  | Tytuł                                                                     | USA               |
| ---- | ------------------------------------------------------------------------- | ----------------- |
| 2007 | The Lost Tracks of Danzig - Data: 29 maja 2007 - Wydawca: Evilive Records | 164               |

### Albumy koncertowe
| Rok  | Tytuł                                                                           |
| ---- | ------------------------------------------------------------------------------- |
| 2001 | Live on the Black Hand Side - Data: 3 września 2001 - Wydawca: Restless Records |

### Single
| 1988                           | Mother                     | –  | –  | –  | Danzig                        |
| 1990                           | Her Black Wings            | –  | –  | –  | Danzig II: Lucifuge           |
| 1990                           | Killer Wolf                | –  | –  | –  | Danzig II: Lucifuge           |
| 1992                           | Dirty Black Summer         | –  | –  | –  | Danzig III: How the Gods Kill |
| 1993                           | Mother '93                 | 43 | 93 | 62 | —                             |
| 1994                           | Until You Call on the Dark | –  | –  | –  | Danzig 4                      |
| 1995                           | Cantspeak                  | –  | –  | –  | Danzig 4                      |
| 1995                           | I Don't Mind the Pain      | –  | –  | –  | Danzig 4                      |
| 1996                           | 7th House                  | –  | –  | –  | 5 Blackacidevil               |
| 1996                           | Sacrifice                  | –  | –  | –  | 5 Blackacidevil               |
| 1999                           | Unspeakable                | –  | –  | –  | 6:66 Satan’s Child            |
| "—" pozycja nie była notowana. |                            |    |    |    |                               |

## Wideografia
| Rok  | Tytuł                                                                     | Certyfikat    |
| ---- | ------------------------------------------------------------------------- | ------------- |
| 1990 | Danzig (VHS) - Data: 13 lutego 1990 - Wydawca: Def American               | - RIAA: złoto |
| 1991 | Lucifuge: The Video (VHS) - Data: 11 czerwca 1991 - Wydawca: Def American |               |
| 2003 | Archive de la Morte (DVD) - Data: 6 maja 2003 - Wydawca: Evilive Records  |               |
| 2005 | Il Demonio Nera (DVD) - Data: 14 czerwca 2005 - Wydawca: Evilive Records  |               |